# Vapiano
Vapiano is een keten van eetgelegenheden met Italiaanse gerechten die zijn oorsprong vindt in Duitsland. Het eerste restaurant werd in 2002 geopend in Hamburg. Anno 2015 zijn er meer dan 130 vestigingen in 28 landen. De naam Vapiano is een samentrekking van het Italiaanse va (gaan) en piano (langzaam).
Het restaurant biedt pasta's, pizza's en salades die na bestelling direct in het zicht worden klaargemaakt. De inrichting van de bedrijven is ontworpen door mede-eigenaar en architect Matteo Thun.
De meeste zaken zijn franchisevestigingen. In Nederland zijn er Vapiano's in Amsterdam, Rotterdam, Utrecht, Groningen, Den Haag, Eindhoven, Tilburg en Leidschendam. Elders zijn er vestigingen in Oostenrijk, Bosnië-Herzegovina, Estland, Frankrijk, Finland, Duitsland, Hongarije, Litouwen, Spanje, Luxemburg, Noorwegen, Polen, Servië, Zweden, Zwitserland, Oekraïne, Groot-Brittannië, Australië, Mexico, Verenigde Staten, Brazilië, Chili, China, Qatar en de Verenigde Arabische Emiraten.
In 2014 bedroeg de omzet van het bedrijf 386 miljoen euro, waarvan 175 miljoen in Duitsland werd gerealiseerd. In 2014 waren de aandelen van Vapiano voor 44% in handen van beleggingsmaatschappij Mayfair, 30% was in bezit van oprichter Gregor Gerlach en 26% van de ondernemersfamilie Sander.
In 2014 werkten er zo'n 10.000 mensen bij de multinational. Vapiano kwam in Duitsland negatief in het nieuws vanwege aantijgingen over het sjoemelen met arbeidstijden.
Op 27 juni 2017 kreeg Vapiano een beursnotering aan de Frankfurter beurs. Met de beursgang werd 184 miljoen euro opgehaald, waarmee de waarde van Vapiano op 553 miljoen euro uit zou komen. Het opgehaalde bedrag wil men aanwenden voor verdere expansie in met name Duitsland en Frankrijk en het volledig overnemen van bestaande joint ventures. Bij de beursgang hebben Gerlach en de familie Sander een groot deel van hun aandelen verkocht.
De Nederlandse restaurants van pizza- en pastaketen Vapiano zijn op 4 mei 2020 failliet verklaard. De rechtbank Gelderland sprak het faillissement uit over VAP Nederland. De keten had in Nederland elf vestigingen, waaronder twee in Amsterdam, twee in Rotterdam en twee in Utrecht.
In juni 2020 werd bekendgemaakt dat Vapiano Nederland een doorstart maakte. De horecafamilie Van der Valk, die al 50% van de aandelen van Vapiano Nederland bezat, werd voor 100% eigenaar van Vapiano Nederland en voor 25% van de Duitse tak.
- Gemeinsame Normdatei: 1081684011
- Virtual International Authority File: 11145424472386830518